# Hueso de Ishango

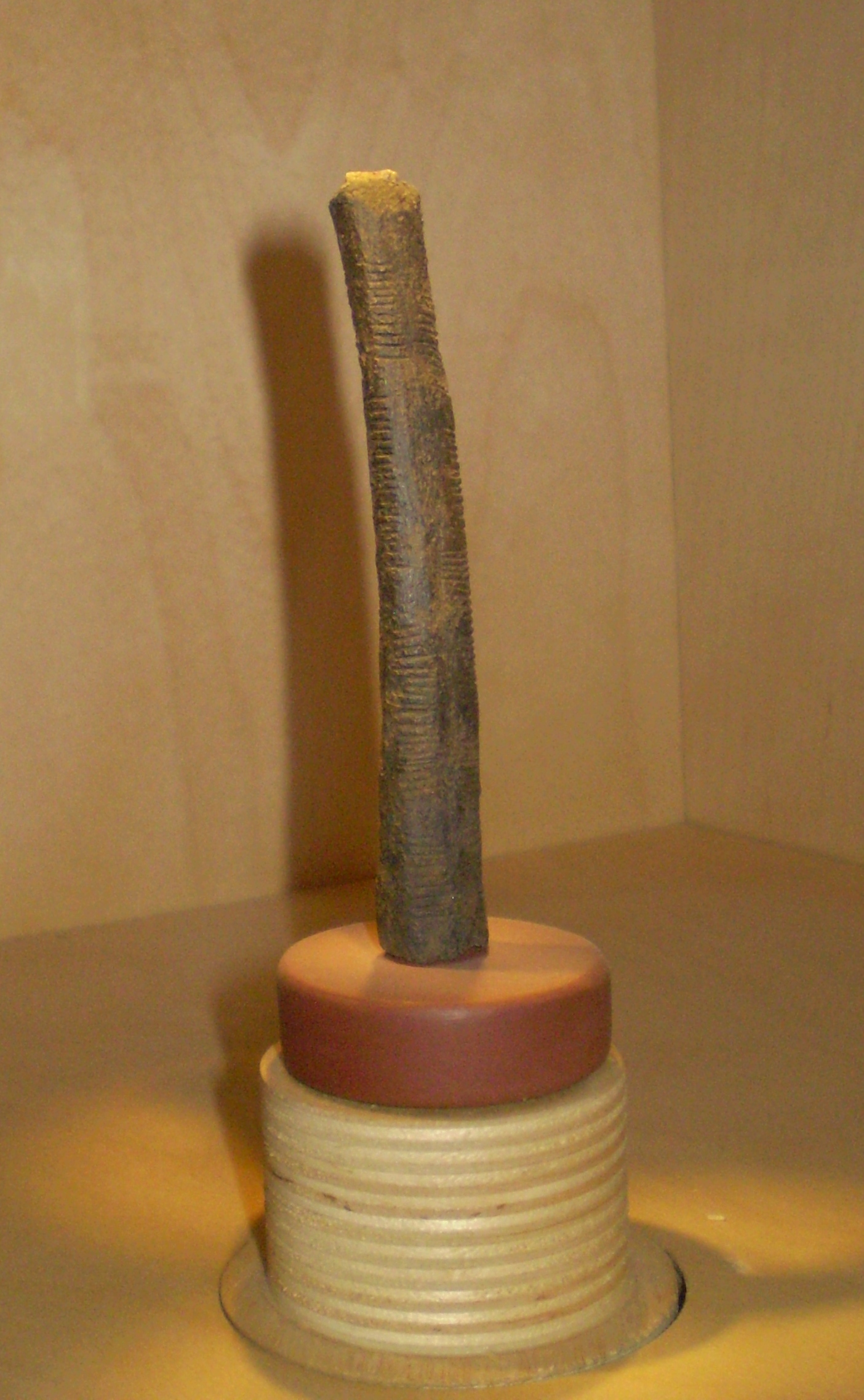
Imagen hueso de Ishango expuesto en el Real Instituto Belga de Ciencias Naturales.

El hueso de Ishango es un utensilio de hueso que data del Paleolítico superior, aproximadamente del año 20 000 a. C. Este objeto consiste en un largo hueso marrón (más específicamente, el peroné de un babuino) con un pedazo punzante de cuarzo incrustado en uno de sus extremos, quizás utilizado para grabar o escribir. En un principio se pensaba que se empleaba como palo de conteo, ya que el hueso tiene una serie de muescas talladas divididas en tres columnas que abarcan toda la longitud de la herramienta, pero algunos científicos han sugerido que las agrupaciones de muescas indican un conocimiento matemático que va más allá del conteo. No obstante para algunos autores que no descartan la perspectiva del conteo primigenio, el hueso de Ishango representa el origen de la contabilidad, o al menos de la racionalidad del conteo que permitió la civilización.
El hueso de Ishango se exhibe de forma permanente en el Real Instituto Belga de Ciencias Naturales de Bruselas, Bélgica.

## Descubrimiento y datación
El belga Jean de Heinzelin de Braucourt encontró en 1960 el hueso de Ishango mientras exploraba lo que entonces era el Congo Belga. Lo descubrió en el área africana de Ishango, cerca de la zona donde nace el río Nilo, en el lago Eduardo (que se encuentra entre la frontera de Uganda y la República Democrática del Congo). Esto significa que la población establecida hace unos 20 000 años a orillas del lago en Ishango pudo haber sido una de las primeras sociedades en realizar conteos, pero esta sociedad tan solo sobrevivió unos pocos cientos de años antes de quedar sepultada por una erupción volcánica.
En un principio se estimó que el hueso databa de entre los años 9000 a. C. y 6500 a. C. Sin embargo, la datación del sitio donde fue descubierto fue revaluada y ahora se cree que tiene más de 20 000 años.

## Significados

### Cálculos matemáticos
Las tres columnas de muescas agrupadas asimétricamente implican que la herramienta era más bien funcional que decorativa. El hueso de Ishango pudo ser tallado para establecer un sistema de numeración.
La columna central comienza con tres muescas y luego duplica su número. El mismo proceso se repite con el número 4, que se duplica a ocho muescas, y luego se invierte el proceso con el número 10, que es dividido por la mitad resultando en cinco muescas. Por esto se llega a la conclusión de que estos números no pueden ser puramente arbitrarios, sino que sugieren algún atisbo de cálculos de multiplicación y división por dos. El hueso puede haberse usado como una herramienta para llevar a cabo procedimientos matemáticos simples.
Además, el número de muescas de ambos lados de la columna central podría indicar una mayor capacidad de conteo. Tanto los números de la columna izquierda como los de la derecha son todos números impares (9, 11, 13, 17, 19 y 21). Los números de la columna izquierda son todos los números primos comprendidos entre 10 y 20, mientras que los de la columna derecha consisten en 10 + 1, 10 - 1, 20 + 1 y 20 - 1. Los números de cada una de estas columnas suman 60, y la sumatoria de los números de la columna central es 48. Ambos resultados son múltiplos de 12, lo que vuelve a sugerir la existencia de un entendimiento de la multiplicación y la división.

### Calendario lunar
Alexander Marshack examinó el hueso de Ishango con un microscopio y concluyó que esta antigua herramienta puede representar un calendario lunar de seis meses. Claudia Zaslavsky ha sugerido que esto puede indicar que el creador del instrumento era una mujer, investigando la relación entre las fases lunares con el ciclo menstrual.

## Hallazgos similares
Se han registrado otros descubrimientos de herramientas de conteo (palos o huesos con varios cortes), encontrados a lo largo de todo el mundo. El hueso de Lebombo, un peroné de babuino de 35 000 años, fue encontrado en Suazilandia. Una tibia de lobo de 32 000 años que cuenta con cincuenta y siete muescas, agrupadas de a 5 grupos, fue encontrada en Checoslovaquia en 1937.